# Svatá Magdaléna

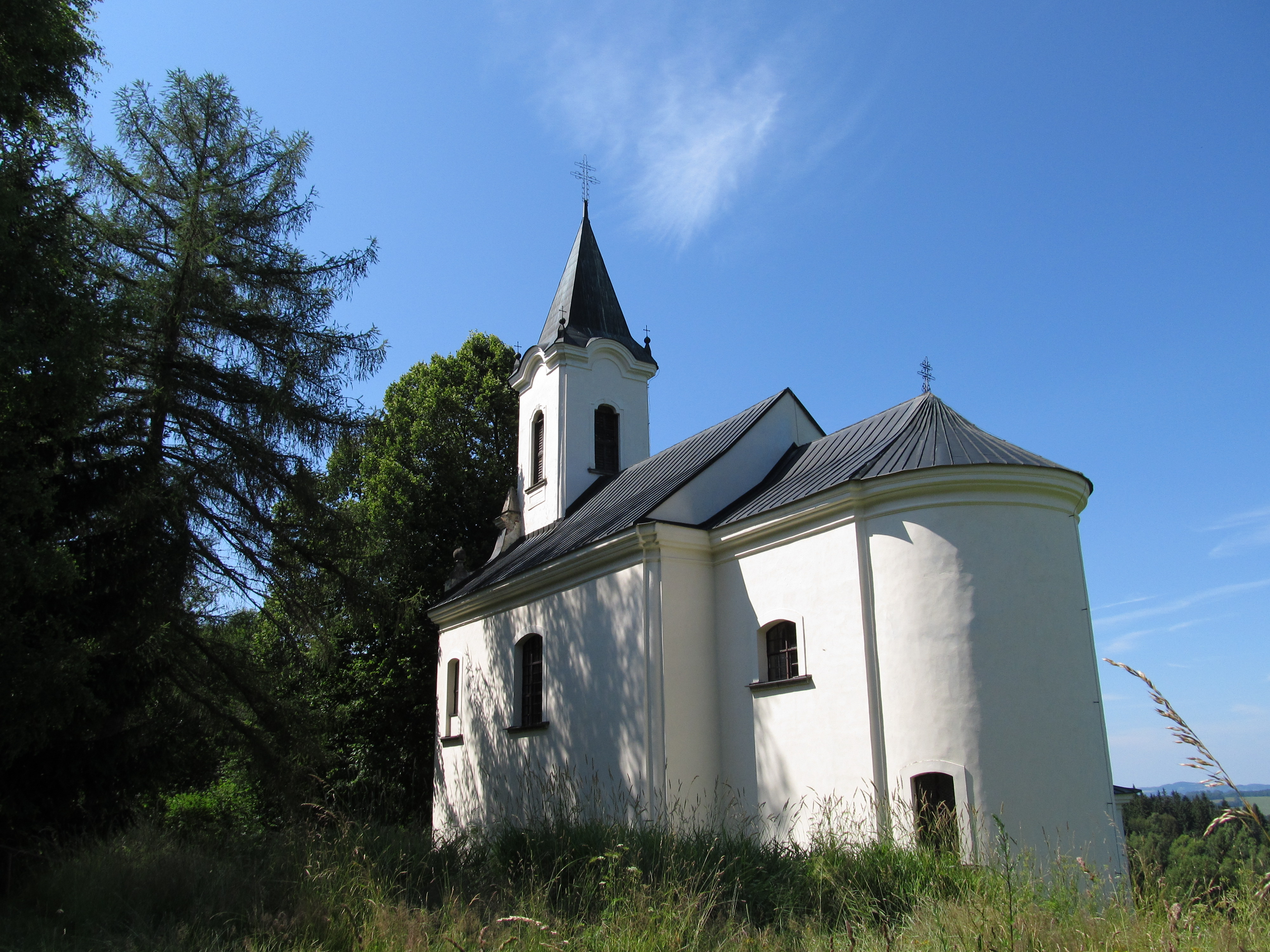
Kirche St. Magdalena

Svatá Magdaléna (deutsch Sankt Magdalena) ist eine Ansiedlung der Stadt Volary in Tschechien. Der Weiler liegt fünf Kilometer östlich von Volary und gehört zum Okres Prachatice.

## Geographie
Svatá Magdaléna befindet sich linksseitig über dem Tal der Blanice auf einer Terrasse am Nordosthang des Větrný (Lichtenberg, 1051 m n.m.) im Böhmerwald. Westlich entspringt der Bach Magdalénský potok. Nördlich von Svatá Magdaléna verläuft die Bahnstrecke Číčenice–Haidmühle, der nächste Haltepunkt ist Spálenec.
Nachbarorte sind Blanický Mlýn, Blažejovice und U Suchých im Norden, Zbytiny, Mošna und Koryto im Nordosten, Spálenec und Křišťanov im Osten, Arnoštov, Dvojdomí und Sedmidomí im Südosten, Dolní Sněžná im Süden, Volary im Südwesten, Zelené Dvory, Meindlova Pila und Myslivny im Westen sowie Mlynařovická myslivna, Chalupy nach Blatech und Mlynářovice im Nordwesten.

## Geschichte
Sankt Magdalena hat seinen Ursprung in einer Waldglashütte und einer daneben errichteten Glasmachersiedlung. Im 14. Jahrhundert entstand am Prachatitzer Steig eine Herberge für Säumer und Kaufleute. Nach dem Erlöschen der Glashütte bestand die Siedlung nur noch aus der Herberge und einer ursprünglich der hl. Katharina geweihten hölzernen Wegekapelle, die zum Wallfahrtsort wurde. Im 16. Jahrhundert wurden bei der Kapelle drei Bauernhöfe errichtet. Nach Berichten über Wunderheilungen ließ der Besitzer der Allodialherrschaft Wallern, Joseph I. Fürst zu Schwarzenberg die verfallene Kapelle 1752–54 durch Joseph Franz Fortini nach Plänen des verstorbenen Baumeisters Anton Erhard Martinelli erweitern. Da das Nutzungs- und Weiderecht des Marktes Wallern in den herrschaftlichen Wäldern mit der zum Ausgang des 18. Jahrhunderts begonnenen forstwirtschaftlichen Nutzung zu zunehmenden Unstimmigkeiten führte, schloss Joseph II. Fürst zu Schwarzenberg im Jahre 1816 mit dem Wallerer Magistrat einen Rezess über die Ablösung des weiträumigen Nutzungs- und Weiderechts und übereignete dem Markt 5436 Joch 941 Quadratklafter Wald um den Schreiner, den Lichtenberg und die Maystadt, wozu auch Sankt Magdalena gehörte. Im Jahre 1840 bestand die zu Wallern gehörige Ansiedlung Magdalenenhöfe aus der Kapelle zur hl. Magdalena und sieben Häusern, deren Einwohner zu Wallern hinzu gezählt wurden. Pfarrort war Wallern. Bis zur Mitte des 19. Jahrhunderts gehörten die Magdalenenhöfe zu den Besitzungen des Marktfleckens Wallern.
Nach der Aufhebung der Patrimonialherrschaften bildete St. Magdalena ab 1849 einen Ortsteil der Marktgemeinde Wallern im Gerichtsbezirk Prachatitz. Ab 1868 gehörte der Weiler zum Bezirk Prachatitz und ab 1874 zum neu errichteten Gerichtsbezirk Wallern. 1891 wurde der Weiler der neu errichteten Pfarrei Oberhaid zugeordnet. Im Jahre 1930 lebten in den sieben Häusern von St. Magdalena 50 Personen. Im Oktober 1938 wurde der Weiler in Folge des Münchner Abkommens dem Deutschen Reich zugeschlagen und gehörte bis 1945 zum Landkreis Prachatitz. Nach dem Ende des Zweiten Weltkriegs kam Svatá Magdaléna an die Tschechoslowakei zurück. Die deutschböhmische Bevölkerung wurde auf Grund der Beneš-Dekrete zum großen Teil vertrieben. Der Weiler Svatá Magdaléna wurde in der zweiten Hälfte des 20. Jahrhunderts sukzessive entsiedelt. Während des Kalten Krieges entstand bei Svatá Magdaléna eine überdachte Raketenwerferstellung mit Luftschutzbunker. Die Wallfahrtskirche wurde seit den 1960er Jahren dem Verfall überlassen. 1993 wurde sie wiederhergestellt. Der Weiler besteht heute aus der Kirche, zwei erhaltenen Häusern und einem Weiher sowie einigen Ferienhütten. Von Svatá Magdaléna bietet sich eine weite Aussicht über das Tal der Blanice zum Libín.

## Ortsgliederung
Der Weiler Svatá Magdaléna ist Teil des Katastralbezirks Volary.

## Sehenswürdigkeiten
- Kirche St. Magdalena
- 200-jähriger Bergahorn vor der Kirche, er ist als Baumdenkmal geschützt.[2]
- zwei über 200-jährige Winterlinden